# Jürgen Haug (Schauspieler)
Jürgen Haug (* 29. Juli 1948 in Balingen) ist ein deutscher Schauspieler.

## Leben
Haug studierte von 1970 bis 1975 Literatur- und Theaterwissenschaften und Philosophie sowie von 1971 bis 1973 an der Neuen Münchner Schauspielschule. Bekannt wurde er durch die Rolle des Walter Botzenhardt in der Serie Ein Fall für B.A.R.Z., welche er von 2005 bis 2008 in 38 Folgen der Serie verkörperte. In Eine für alle – Frauen können’s besser spielte er 2009 die Rolle des Klaus Böger. Von 2009 bis 2010  spielte er in der Lindenstraße den Arzt Professor Rudolf Melchior. In der Fernsehserie Stromberg spielte er in der Folge „Jochen“ den Capitol-Versicherungsvertreter Wiebrecht. Er ist nicht identisch mit dem Hörspielautor Jürgen Haug.

## Filmografie
- 1992–2006: Tatort (Fernsehreihe)
  - 1992: Camerone
  - 2000: Die kleine Zeugin
  - 2003: Veras Waffen
  - 2005: Zielscheibe
  - 2005: Bienzle und der Feuerteufel
  - 2006: Bienzle und der Tod in der Markthalle
- 1998–2000: Die Wache (Fernsehserie)
- 2001: Familie Heinz Becker (Fernsehserie)
- 2005–2008: Ein Fall für B.A.R.Z. (Fernsehserie)
- 2005: Rolltreppe abwärts
- 2007: Stromberg (Fernsehserie, Folge 3x05)
- 2007: Duell in der Nacht
- 2009: Eine für alle – Frauen können’s besser (Fernsehserie)
- 2009: Frau Böhm sagt Nein
- 2009–2010: Lindenstraße (Fernsehserie)
- 2012: Reiff für die Insel – Neubeginn (Fernsehreihe)
- 2012: Frisch gepresst
- 2012: Halbe Hundert
- 2012: Kommissar Stolberg – Im Dunkeln
- 2013–2017: Die Kirche bleibt im Dorf (Fernsehserie, 27 Folgen)
- 2013: Marie Brand und die Engel des Todes
- 2014: Alles ist Liebe
- 2015: In aller Freundschaft – Die jungen Ärzte (Fernsehserie, Folge Alte Liebe)
- 2015: Trash Detective
- 2016: Seitensprung mit Freunden
- 2016: Katie Fforde: Du und ich
- 2016: In aller Freundschaft (Fernsehserie, Folge Herz und Maschine)
- 2018: Tatort: Déjà-vu
- 2018: SOKO Wismar (Fernsehserie, Folge Weggesperrt)
- 2019: Beck is back! (Fernsehserie, Folge Die Lehrerin)
- 2019: Big Manni (TV-Komödie)
- 2020: Das Geheimnis des Totenwaldes (Fernsehfilm)
- 2022: Rote Rosen (Fernsehserie)
- 2023, 2025: In aller Freundschaft (Fernsehserie, vier Folgen)